# 阿帕契威爾斯 (亞利桑那州)
阿帕契威爾斯（英語：Apache Wells）是位於美國亞利桑那州馬里科帕縣的一個非建制地區。該地的面積和人口皆未知。

## 地理
阿帕契威爾斯的座標為33°27′34″N 111°42′59″W / 33.45944°N 111.71639°W，而該地的平均海拔高度為435米（即1427英尺）。